# رفاعه، قنا
رفاعه (به عربی: رفاعة)، روستایی از توابع فرشوط در استان قنا و کشور مصر است.

## جمعیت
براساس سرشماری سال ۲۰۰۶ مصر، جمعیت آن ۸۷۲۵ نفر(۴۳۴۸  مرد و ۴۳۷۷ زن) بوده‌است.